# Крайречно езеро
Крайречните езера, наричани в България популярно корекции поради предимно изкуствения произход представляват често сърповидни по форма сладководни басейни, разположени в близост до течението на река, образуваща специфични извивки, наречени меандри. Произхода за термина корекция е че от около 50-те години започват се провеждат хидромелиоративни мерки с цел корекция и изправяне руслото на реките в средно и долно течение.
Процесът на естествено формиране на такова езеро може да продължи от няколко години до цели десетилетия и е свързан с промяната на положението на речното корито вследствие на действието на ерозията и натрупването на речни наноси.
Формирането протича през следните фази.
1. От вътрешната страна на речния завой, там където брегът е с по-малък радиус, течението е по-бавно, което от своя страна води до по-високи отлагания на наноси.
2. В същото време от другата външна страна на меандъра, формираща брега с по-голям радиус, течението е с по-висока скорост, което увеличава ерозията в тази част.
3. С течение на времето извивката на меандъра увеличава диаметъра си, докато стеснената му долна част, образувана от 2 бряга с по-голям радиус, допълнително се свива, докато накрая съвсем изчезне заради прогресиращата ерозия между двата бряга или заради силните течения, породени от наводнение.
4. В последната фаза меандърът се отделя напълно от речното течение, което вече е изправено и без завои, и по този начин се формира езерото с типична подковообразна форма, отделено от реката, което носи името старица.

Веднъж изолирано от течението на реката, в старицата постепенно започват да се натрупват утаечни пластове, които с течение на времето го задръстват с тиня и го превръщат в заблатена площ.